# A here ia Porinetia
A here ia Porinetia (en tahitien : « Aimons la Polynésie ! ») est un parti politique français actif en Polynésie française, créé en septembre 2020 à la suite de la création d'un groupe éponyme à l'Assemblée de la Polynésie française.

## Fondation
Le parti est créé en septembre 2020 à l'issue de la création d'un groupe à l'Assemblée de la Polynésie française créé en août 2020 par cinq représentants membres du Tapura huiraatira, Nicole Sanquer (aussi députée, membre du groupe UDI), Nuihau Laurey (aussi sénateur, membre du groupe UC), Bernard Natua, Teura Tarahu-Atuahiva et Félix Tokoragi. Pour réunir le minimum de six députés pour former un groupe, une représentante de Tahoera'a huiraatira, Vaitea Le Gayic, a été « prêtée » au parti par Tahoera'a, le rejoignant avec l'autorisation de Gaston Flosse. 
Le groupe a perdu sa reconnaissance parlementaire en janvier 2021 après que Le Gayic a démissionné à la suite de la demande de Gaston Flosse et rejoint à nouveau Tahoera'a,, laissant ses membres comme non-inscrits.

## Positionnement politique
Le parti prône une réduction de la taille de l'Assemblée de la Polynésie française à 39 membres, l'introduction de limites de mandats pour renouveler la classe politique, la légalisation du cannabis médical et l'abrogation de la loi sur la vaccination en Polynésie française.
En février 2022, Nuihau Laurey et Nicole Sanquer parrainent Marine Le Pen pour l'Élection présidentielle française de 2022 alors que Félix Tokoragi parraine Éric Zemmour. Le parti ne soutient officiellement aucun candidat pour le premier tour, puis soutient Marine Le Pen au second tour, où elle recueille 48,5% des voix en Polynésie, soit 7 points de plus qu'au niveau national. 
Nicole Sanquer siègeait à l'Assemblée nationale dans le Groupe UDI et indépendants, malgré son soutien personnel à Marine Le Pen. Le parti est relativement proche du Rassemblement national, bien que celui-ci possède son antenne locale, le Te Nati.

## Fonctionnement

### Alliances politiques
Après sa création le parti est assez proche du parti autonomiste de droite Tahoera'a huiraatira, ainsi celui-ci l'aide à former un groupe à l'Assemblée de la Polynésie française. Les deux présenteront aussi des candidats pour les Élections sénatoriales de septembre 2020. Cependant en janvier 2021 la collaboration prend fin avec le départ de Vaitea Le Gayic du groupe A here ia Porinetia à l'assemblée. 
Lors des élections législatives de 2022 la section locale du Rassemblement national, Te Nati a soutenu sans accord deux des trois candidats du parti : Félix Tokoragi et Nuihau Laurey. Ils présentent cependant un candidat face à la députée sortante Nicole Sanquer. Les trois candidats sont battus au premier tour.

## Participations à des scrutins électoraux

### Élections sénatoriales de 2020
Le parti s'allie avec le Tahoeraa huiraatira de Gaston Flosse pour les Élections sénatoriales de septembre 2020, en soutenant notamment deux candidats dont le sénateur Nuihau Laurey qui est battu par Teva Rohfritsch (Tapura huiraatira).

### Élections législatives de 2022
Le parti annonce le 28 mars 2022 qu'il présente trois candidats et suppléants en vue des Élections législatives de 2022 : Félix Tokoragi dans la première circonscription, Nicole Sanquer (députée sortante) dans la deuxième, et Nuihau Laurey dans la troisième.

## Détail des résultats électoraux

### Élections sénatoriales
| Année | Candidats          | Premier tour | Premier tour | Premier tour | Sièges | Gouvernement        |
| Année | Candidats          | Voix         | %            | Rang         | Sièges | Gouvernement        |
| ----- | ------------------ | ------------ | ------------ | ------------ | ------ | ------------------- |
| 2020  | Nuihau Laurey,     | 132          | 18,23        | 3e           | 0 / 2  | Extra-parlementaire |
| 2020  | Sylviane Terooatea | 120          | 16,57        | 4e           | 0 / 2  | Extra-parlementaire |

### Élections législatives
| Année | Premier tour | Premier tour | Premier tour | Sièges | Gouvernement        |
| Année | Voix         | %            | Rang         | Sièges | Gouvernement        |
| ----- | ------------ | ------------ | ------------ | ------ | ------------------- |
| 2022  | 11 668       | 13,64        | 4e           | 0 / 3  | Extra-parlementaire |
| 2022  | 12 986       | 14,44        | 3e           | 1 / 3  | Opposition          |

### Élections territoriales
| Année | Tête de liste | Premier tour | Premier tour | Premier tour | Second tour | Second tour | Second tour | Sièges | Gouvernement |
| Année | Tête de liste | Voix         | %            | Rang         | Voix        | %           | Rang        | Sièges | Gouvernement |
| ----- | ------------- | ------------ | ------------ | ------------ | ----------- | ----------- | ----------- | ------ | ------------ |
| 2023  | Nuihau Laurey | 18 067       | 15,53        | 3e           | 24 988      | 17,16       | 3e          | 3 / 57 | Opposition   |

### Élections présidentielles polynésiennes
| Année | Candidat       | 1er tour | 1er tour | 1er tour |
| Année | Candidat       | Voix     | %        | Rang     |
| ----- | -------------- | -------- | -------- | -------- |
| 2023  | Nicole Sanquer | 3        | 5.26     | 3e       |